# St Francis Island
St Francis Island (nome originale in olandese: Eyland St. François) è un'isola del Nuyts Archipelago, si trova nella Gran Baia Australiana lungo la costa dell'Australia Meridionale (Australia). L'isola fa parte ed è la maggiore del sottogruppo delle Isles of St Francis assieme alle quali costituisce il Isles of St Francis Conservation Park. È compresa inoltre nel Nuyts Archipelago Wilderness Protection Area, mentre le acque che circondano le sue coste si trovano all'interno del Nuyts Archipelago Marine Park.

## Geografia
St Francis Island si trova a sud-ovest della città di Ceduna, alla distanza di 27 km da Rocky Point. L'isola ha una superficie di  8,09 km² e una vetta di 81 m sulla costa sud-orientale, sormontata da un faro automatico e da un radiofaro. L'isola supporta una grande colonie di berta codacorta (273 000 coppie stimate).

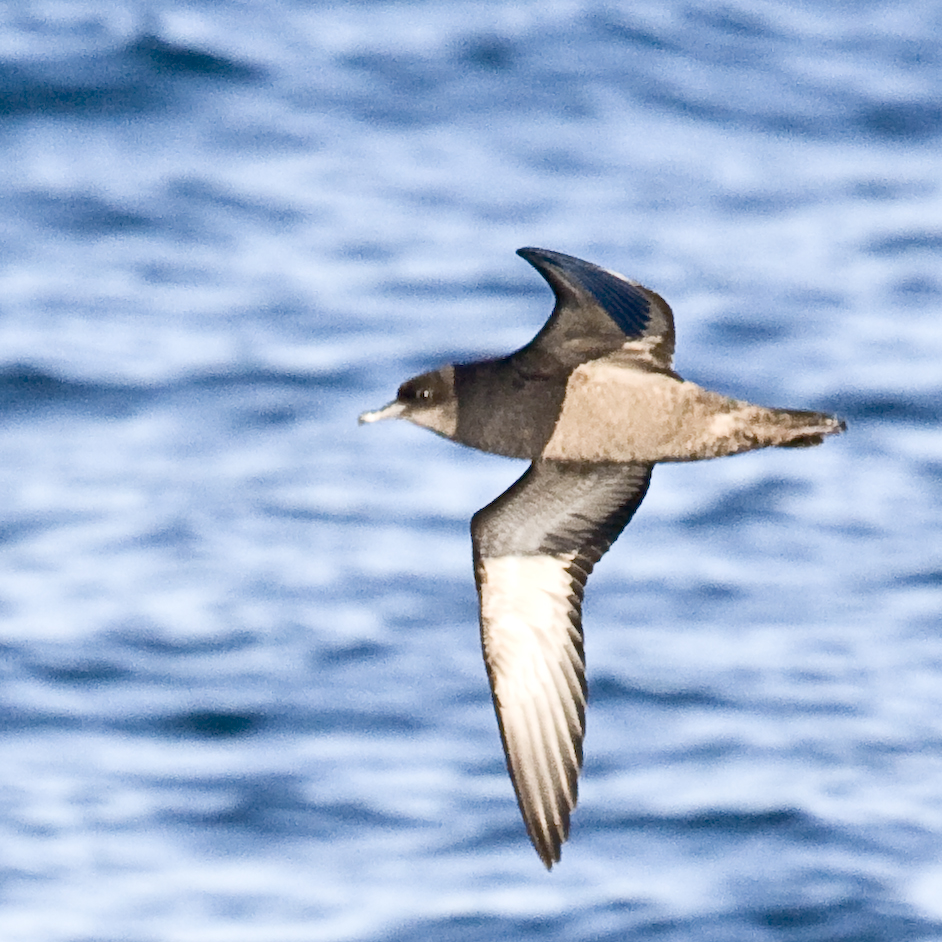
Ardenna tenuirostris